# Mignet HM.14
El Mignet HM.14 Pou du Ciel és una aeronau lleugera d'un sol seient que va fer el seu primer vol l'any 1933, dissenyat per un aficionat. Va ser la primera d'una família d'aeronaus conegudes com a Pou du Ciel.

## Desenvolupament
L'HM.14 va ser dissenyat per l'enginyer de ràdio francès Henri Mignet qui volia dissenyar un avió segur que es pogués construir de manera ràpida i barata per qualsevol aficionat familiaritzat amb el treball del metall i la fusta. El 10 de setembre de 1933, al Bois de Bouleaux prop de Soissons, Mignet va realitzar el primer vol de l'HM.14.
El setembre de 1934, la revista aeronàutica francesa Les Ailes va publicar l'article de Mignet Le Pou du Ciel, on descrivia el HM.14. El novembre d'aquell mateix any, va publicar el seu llibre Le Esport de l'Air que donava tots els detalls dels materials i descripcions de les tècniques, que permetien als lectors construir i volar el seu propi HM.14 sense cap ajuda.

## Disseny
L'HM.14 és un monomotor monoplaça generalment descrit com una aeronau d'ala en tàndem, tot i que l'ala principal es solapa amb l'ala de darrere en el disseny bàsic, així que gairebé pot ser qualificat com un biplà sense cua horitzontal. L'ala davantera està articulada de manera que garantista la funció de profunditat per pujar i baixar. Per tal de girar, el dissenyador, qui no volia alerons, va posar un comandament de direcció que portava l'aparell a fer una corba després d'un descens.

## Especificacions (Baynes modificat G-ADMH)
Dades de Ord-Hume (2000), p. 414
Característiques generals
- Tripulació: 1
- Longitud: 13.0 ft
- Envergadura: 20.0 ft
- Alçada: 5 ft 6 in
- Superfície de l'ala 137 ft²
- Pes buit: 350 lb
- Pes màxim d'enlairament: 545 lb
- Motors: 1×  Carden-Ford, 30 hp

 Rendiment 
- Velocitat màxima: 82 mph (133 km/h)
- Velocitat de creuer: 65 mph
- Velocitat d'entrada en pèrdua: 32 mph
- Abast: 150 mi
- Ràtio d'ascens: 300 ft/min
- Càrrega alar: 3.98 lb/ft²
- Potència/pes: 18.2 lb/hp